# Howen (Adelsgeschlecht)

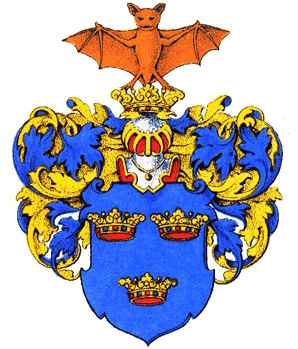
Wappen derer von der Howen im Baltischen Wappenbuch

Howen bzw. von der Howen (russisch Ховен) ist der Name eines uradeligen Geschlechts, dessen Name auf die in der niederländischen Provinz Geldern nahe der westfälischen Grenze gelegenen Hofstätte „die Hoeve“ zurückgeführt wird.

## Geschichte
1394 geriet Lambert van der Hoeven im Kriege Münsters gegen die Stadt Deventer als Parteigänger der Herren von Bronkhorst in die Gefangenschaft des Bischofs von Münster. Nach seiner Freilassung wird er 1397 in Borculo erwähnt. In der Grafschaft Zütphen besaß die Familie das Lehngut Wormerdinck. In der ersten Hälfte des 16. Jahrhunderts wird die Familie in dieser Gegend mehrfach erwähnt.
Die Schreibweise des Namens änderte sich im Lauf der Zeit. Während in den ältesten Urkunden (1467, 1475, 1485) van der Hove verwendet wird, schwankt im 16. und Anfang des 17. Jahrhunderts die Schreibung zwischen von der Hove(n), Hof(f)en Huffe(n), Howe(n) usw. Erst seit etwa Mitte des 17. Jahrhunderts festigt sich in Unterschriften die Ausprägung von der Howen.
In Kurland beginnt die Stammreihe mit Heyne van der Hove, den am 9. Juni 1467 der Ordensmeister Johann von Mengede gen. Osthoff in Riga mit Tetelmünde, einem Landgut im Amt und Kirchspiel Mitau, und Garrosen, zwei Gesinde im Amt zur Bauskenburg, belehnte. Am 26. Februar 1475 wurde ihm vom Ordensmeister Bernd von der Borch ein Stück Land im Gebiet zu Mitau an der Auderuppe und an der Würzau übergeben, dem späteren Gut Howens-Würzau im Kirchspiel Sessau. Heynes Sohn Evert wurde am 16. Juli 1517 vom Ordensmeister Wolter von Plettenberg mit Wohlfahrt in der Nähe der Elley und der Audrau belehnt.
In Kurland war die Familie bis 1843 besitzlich. Im 18. Jahrhundert entstand eine Linie, die sich über Livland in Estland niederließ.
Eberhard von der Hove wurde am 17. Oktober 1620 in die I. Klasse der Kurländischen Ritterschaft eingetragen. Bei der Livländischen Ritterschaft wurde Georg Heinrich von der Howen 1747, bei der Estländischen Ritterschaft Magnus Gustav von der Howen 1815 immatrikuliert. Der Baronstitel wurde dem Geschlecht durch den Ukas des Senats vom 21. September 1853 anerkannt.
Trotz deutlicher Namensähnlichkeit konnte bisher keine genealogische Verbindung zur westfälischen Adelsfamilie von der Howen genannt Pampus nachgewiesen werden.

## Güter im Besitz der Familie
Die Familie verfügte, wenn z. T. auch nur vorübergehend, sowohl in Kurland und Litauen als auch in Livland und Estland über Güterbesitz:
- Kurländischer Gutsbesitz: Tetelmünde, Garrosen, Würzau, Wohlfahrt, Audrau, Taymen, Wergruppen und Rafftermünde, Bredenfeld, Neu-Würzau, Eckengraf, Marienhof im Kirchspiel Neuenburg, Brotzen, Neu-Bergfried, Alauen, Weesit und Dannenfeld, den Komplex Lubben, Lieben, Essern, Tingern, Iwen mit Nebengütern, Fockenhof und Grenzhof, Suhrs und Stirben, Klein-Drogen, Ostbach und Freiberg.
- Litauischer Gutsbesitz: Imbrady, Owile, Pomusch, Groß- und Klein-Plonian.
- Livländischer Gutsbesitz: Aimel im Kreis Fellin
- Estländischer Gutsbesitz: Hummala, Pargenthal, Selliküll, Kau, Wachmut und Wait.

## Wappen
Blasonierung: In Blau drei (2:1) goldene Edelkronen, deren Ränder abwechselnd mit roten und blauen Steinen besetzt sind. Auf dem gekrönten Helm mit blau-goldenen Helmdecken eine auffliegende braune Fledermaus.
Max von Spießen zeigt neben dem bekannten blauen Wappen auch eine schwarze Wappenvariante mit einem schwarzen wachsenden Adler auf dem Helm. Maximilian Gritzner berichtet ähnlich, dass eine Ahnentafel die Kronen in Schwarz und auf dem Helm einen schwarzen Adler zeigt. Er vermutet, dass die Fledermaus ursprünglich ein Adler oder eine große später missverstandene Krone war, da eine Fledermaus als Helmkleinod „zu wenig altheraldisch“ sei.

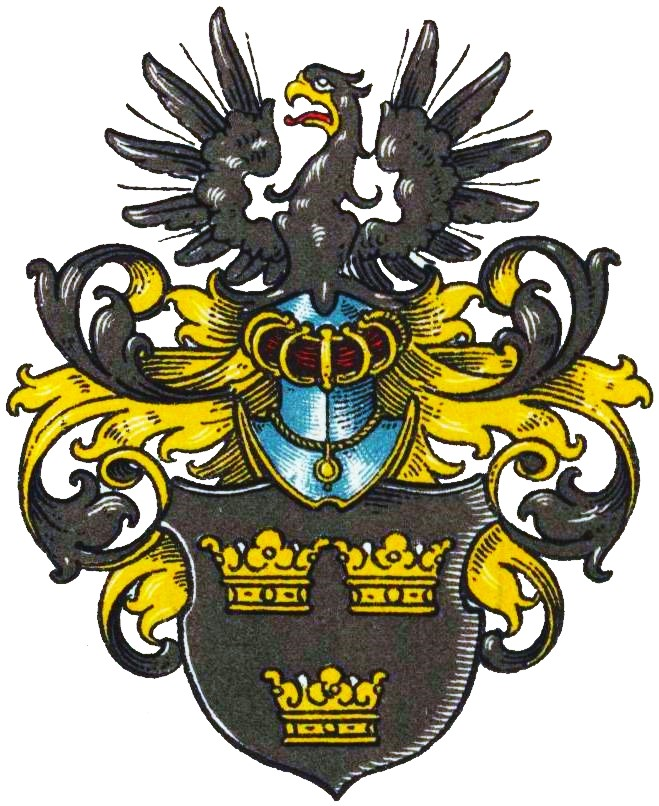
Wappen derer von der Howen I im Wappenbuch des Westfälischen Adels
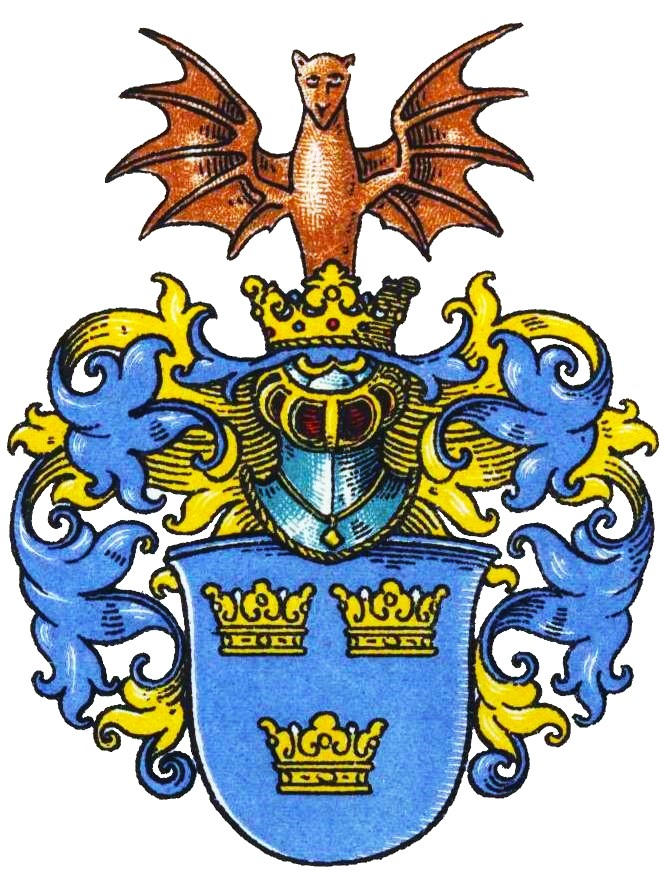
Wappen derer von der Howen II im Wappenbuch des Westfälischen Adels

## Bedeutende Namensträger
- Otto Christopher von der Howen (1699–1775), kurländischer Landhofmeister, polnischer und kursächsischer Kabinettsminister
- Otto Hermann von der Howen (1740–1806), kursächsischer Kammerherr, kurländischer Oberburggraf, russischer Geheimrat und Senateur
- Otto Christopher von der Howen (Zeichner) (1774–1848), königlich-niederländischer General der Artillerie, Maler und Zeichner
- Johann August Carl Baron von der Howen (1803–1868), kurländischer Landmarschall, Oberburggraf, Kanzler, Landhofmeister und Präsident des Kurländischen Oberhofgerichts
- Elisabeth Gustava Amalie Sophie Baronesse von der Howen (1834–1923), Gründerin und Leiterin der „Howenschen“ Mädchenschule in Reval, der späteren Elisenschule